# Małgorzata Kożuchowska
Małgorzata Kożuchowska (Breslávia, 27 de abril de 1971) é uma atriz polaca.

## Filmografia
- 1994: Ptaszka como Maria
- 1994: Oczy niebieskie como Harcerka
- 1994-1995: Fitness Club como Maryjka
- 1995: Młode wilki como Marzanna
- 1996: Sukces... como Kochanka Kaweckiego
- 1996: Pasaż (Passagem) como Betty
- 1997: Pokój 107 como Ela
- 1997: Zaklęta como Ola
- 1997: Kiler como Ewa Szańska
- 1997: Rodziców nie ma w domu como Kosa
- 1997: Sława i chwała como women
- 1997: Złotopolscy como Jagoda (1998)
- 1998: Matki, żony i kochanki (series II) como Edyta
- 1999: Uciekając przed
- 1999-2005: Na dobre i na złe como Jolanta Majewska (1999)
- 1999: Lot 001 como Agata
- 1999: Kiler como Ewa Szańska
- 2000-2011: M jak miłość como Hanna Mostowiak
- 2000-2001: Przeprowadzki como Lilianna Hirsz
- 2000: Co nie jest snem (TV play) como Eunice
- 2001: Wtorek como Małgosia
- 2002: Krzyżacy 2 como Danusia
- 2003: Zróbmy sobie wnuka como Zosia Koselówna
- 2003: Superprodukcja
- 2003: Sloow como Super Girl
- 2004: Kilka godzin z Claire como Claire
- 2005: M jak miłość, czyli poznajmy się como herself
- 2005: Komornik como Anna
- 2006: Living & Dying
- 2007: Dlaczego nie! como Renata
- 2007: Hania como Kasia
- 2011: Rodzinka.pl como Natalia Boska

## Prêmios
- 2013 - Mulher da década da revista Glamour.[2]